# Xiahou Yang Suanjing
El Xiahou Yang Suanjing (夏侯阳算经, Xiàhóu Yáng Suànjīng, lit. El clásico matemático de Xiahou Yang) es un tratado matemático atribuido al matemático chino del siglo V Xiahou Yang (también llamado Hsiahou Yang). Sin embargo, algunos historiadores opinan que el tratado no fue escrito por Xiahou Yang. Es uno de los textos de Los diez cánones del cálculo, una colección de textos matemáticos armada por Li Chunfeng y utilizada como libro de texto oficial para el sistema de examen imperial chino.
Aunque poco se sabe del periodo del autor, hay varias evidencias que más o menos establece la fecha de la obra. Estas sugieren al año 425 como mínima fecha posible, y 468 como máxima.

## Contenido
El tratado está dividido en tres partes y estas son llamadas secciones alta, media y baja. El primer capítulo contiene 19 problemas, el segundo 29 y el tercero 44 y, al igual que en todos los antiguos libros chinos, no dan reglas técnicas, y los problemas están simplemente seguidos por las respuestas, ocasionalmente con breves explicaciones.

### Primera sección
En la primera sección se dan cinco operaciones de adición, sustracción, multiplicación, división, raíces cuadradas y raíces cúbicas. La parte de división está subdividida en (1): "División ordinaria"; (2): "División entre diez, cien, y en adelante," especialmente pensado para trabajos de medición; y (3): "División por simplificación". El último problema de la sección es el siguiente:
"Hay 1843 k's, 8 t'ow y 3 ho de arroz grueso. Un contrato requiere que esto sea intercambiado por arroz refinado a razón de 1 k'o, 4 t'ow por 3 k'o. ¿Cuánto arroz refinado debe ser dado?" La respuesta es 860 k'o y 534 ho. La solución está dada como lo siguiente: "Multiplica el númeor dado por 1 k'o y 4 t'ow, divídelo por 3 k'o y obtendrás el resultado." (1 k'o = 10 t'ow = 100 ho)
También son mencionadas las fracciones, y se les han dado nombres especiales para las más comunes, estos son:
{\displaystyle {\frac {1}{2}}} es llamado chung p'an (parte igual){\displaystyle \quad {\frac {1}{3}}} es llamado shaw p'an (parte pequeña){\displaystyle \quad {\frac {2}{3}}} es llamado thai p'an (parte grande){\displaystyle \quad {\frac {1}{4}}} es llamado joh p'an (parte débil)

### Segunda sección
En la segunda sección se encuentran 29 problemas aplicados con relación a los impuestos, comisiones, y tales preguntas que conciernen la división de los oficiales del ejército del botín y la comida (seda, arroz, vino, salsa de soya, vinagre, etc.) entre sus soldados.

### Última sección
La tercera sección contiene 44 problemas. Las traducciones de algunos de estos se presentan abajo.
1. "Ahora, por 1 lb uno obtiene 1200 piezas de seda. ¿Cuántas puedes obtener por 1 oz?" Respuesta: Por una onza obtienes exactamente 75 piezas. Solución: Toma el número dado de piezas, divídelo por 16 oz y obtienes la respuesta (una libra china se divide en 16 oz).
2. "Ahora tienes 192 oz de seda. ¿Cuántos chō tienes?" Respuesta: 4608 (aparece que obteniendo la solución dada, cada onza era dividida entre 24 chō).
3. "Ahora 2000 paquetes de dinero deben ser llevados a la ciudad a razón de 10 billetes por paquete. ¿Cuántos serán dados al receptor y cuántos al cargador?" Respuesta: 1980 paquetes y 192 2/101 billetes al receptor; 19 paquetes y 801 98/101 al cargador. Solución: toma el número total como el dividendo, y un paquete más 10 billetes como el divisor.
4. De 3485 oz de seda, ¿Cuántas piezas de raso se pueden hacer, si se requieren 5 oz para cada pieza?" Respuesta: 697. Solución: Multiplica el número de onzas por 2 y vuelve por una fila. Dividirlo entre 5 también dará la respuesta.
5. Ahora están construyendo una muralla de 3 rod de alto, 5 pies de ancho en la parte superior y 15 en la inferior; su longitud es de 100 rod. Paor cada cuadrado de 2 pies, un hombre trabaja un día. ¿Cuántos días son necesarios para completar la muralla?" Respuesta: 75000. Solución: toma la semisuma de la anchura superior e inferior, multiplícalo por la altura y la longitud; el producto será el dividendo. Como divisor utilizarás el cuadrado dado de 2 pies.